# Casimir IV Jagellon
 (septembre 2021).
Pour les articles homonymes, voir Casimir IV.
Casimir IV Jagellon (Kazimierz Jagiellonczyk en polonais, Kazimieras Jogailaitis en lituanien), né le 30 novembre 1427 et mort le 7 juin 1492, est grand-duc de Lituanie de 1440 à sa mort et roi de Pologne de 1447 à sa mort.
Casimir IV Jagellon eut une politique étrangère tenace pour préserver l'union politique de la Lituanie et de la Pologne. Il tenta de recouvrir les territoires perdus de l'ancienne Pologne. Sa grande victoire fut de soumettre les chevaliers teutoniques.

## Enfance
Casimir est le deuxième fils de Ladislas II Jagellon et de sa quatrième femme Sophie de Holszany. Son père a 65 ans à sa naissance et son frère aîné Ladislas est l'héritier présomptif du trône de Pologne.
Ladislas II meurt en 1434, et son fils devient roi de Pologne sous le nom de Ladislas III. Bien qu'il devienne ainsi l'héritier du trône, Casimir aura une éducation très négligée.

## Grand-duc de Lituanie
L'assassinat du grand-duc de Lituanie Sigismond Ier Kęstutaitis le propulse grand-duc par un coup d'État des nobles lituaniens qui manifestement pensent pouvoir le manipuler. Casimir est couronné le 29 juin 1440 à la cathédrale de Vilnius.
Alors que le risque de désunion entre la Pologne et la Lituanie est grand, son frère Ladislas est tué à la bataille de Varna le 10 novembre 1444.

## Roi de Pologne

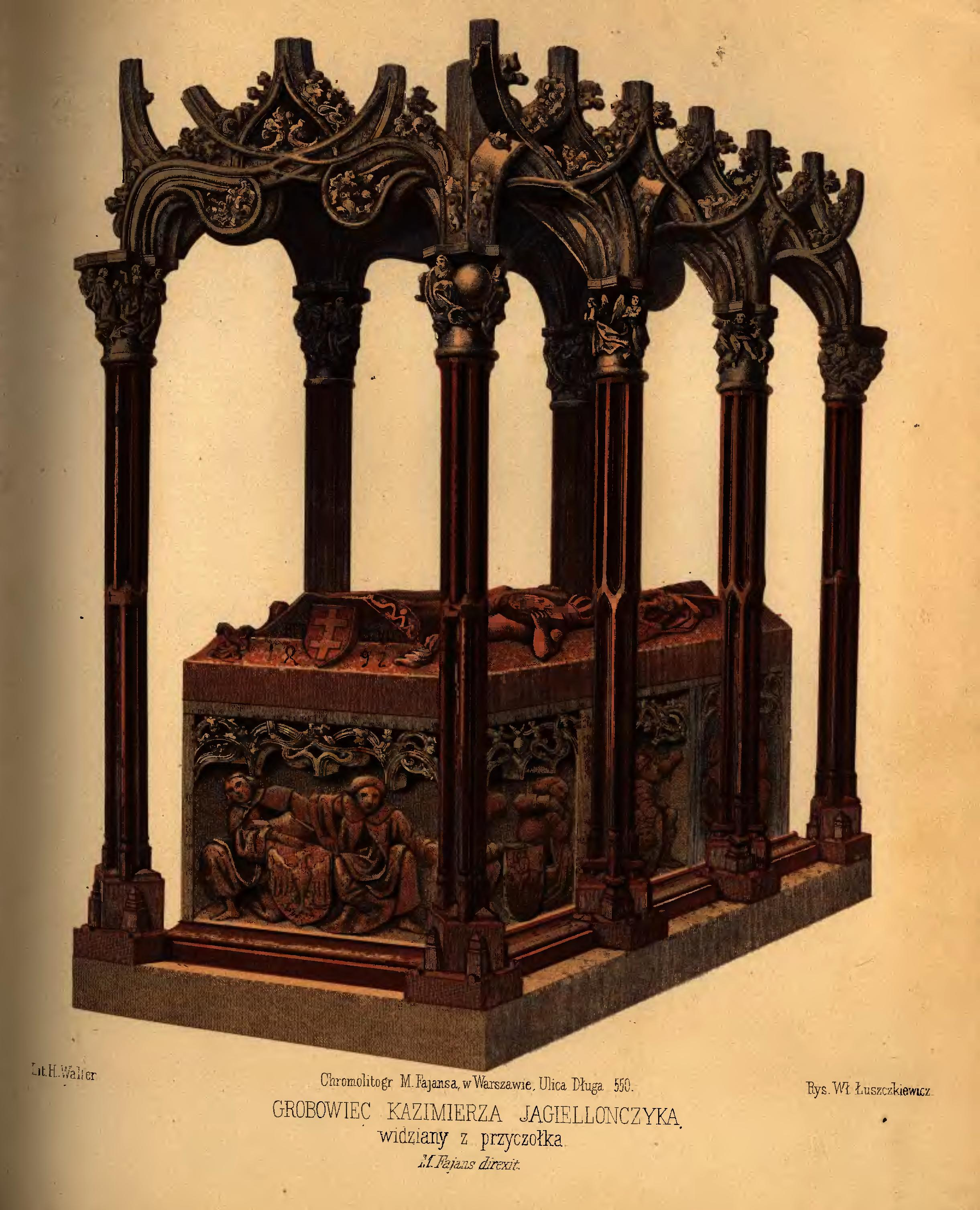
La tombe de Casimir IV.

Après un interrègne de trois ans, Casimir est couronné roi de Pologne le 25 juin 1447 à la cathédrale de Wawel.
En 1454, la Prusse se soulève contre la domination de l'ordre Teutonique. À la demande des représentants des États, la Prusse est incorporée à la Pologne. Commence alors une guerre de Treize Ans contre l'État monastique des chevaliers teutoniques. L'année suivante meurt l'évêque de Cracovie Zbigniew Oleśnicki, ancien régent et homme politique le plus puissant au temps des premiers Jagellon.
À la demande de l'ordre Teutonique épuisé par la guerre, la paix de Toruń est signée le 19 octobre 1466. La Poméranie de Gdansk (Prusse royale) est rattachée à la Pologne. Les territoires laissés à l'ordre deviennent des fiefs de la couronne polonaise.
Casimir accorde à la noblesse les privilèges de Nieszawa (en), premier pas vers la transformation de la Pologne en oligarchie. En 1471, le fils aîné du roi Vladislas Jagellon est couronné roi de Bohême.
En 1474, le premier livre est imprimé en Pologne.
En 1484, Kilia et Akkerman en Moldavie tombent aux mains des Turcs.
En 1490 après la mort de Mathias Corvin, son fils Vladislas prend la couronne de Hongrie.
Casimir IV meurt le 7 juin 1492 à Grodno. Il est inhumé dans la cathédrale de Wawel, sous un gisant de marbre rouge réalisé par Veit Stoss.

## Famille et descendance
Le 10 février 1454 à Cracovie, Casimir épouse Élisabeth de Habsbourg (1438-1505) fille du roi des Romains Albert II de Habsbourg. Noué pour des motifs purement politiques afin de capter l'héritage de la Bohême et de la Hongrie, ce mariage est particulièrement heureux et donne naissance à six garçons et sept filles. Élisabeth est appelée la « Mère des rois », quatre de ses fils le deviennent en effet :
- Vladislas II (1456-1516), roi de Hongrie et de Bohême ;
- Edwige (1457-1502), épouse en 1475 le duc Georges de Bavière-Landshut ;
- Casimir (1458-1484), canonisé en 1522 ;
- Jean Ier Albert (1459-1501), roi de Pologne ;
- Alexandre Ier (1461-1506), grand-duc de Lituanie et roi de Pologne ;
- Sophie (1464-1512) épouse en 1479 le margrave Frédéric II de Brandebourg-Ansbach ;
- Élisabeth (1465-1466) ;
- Sigismond Ier le Vieux, roi de Pologne et grand-duc de Lituanie ;
- Frédéric (1468-1503), évêque de Cracovie puis archevêque de Gniezno, cardinal ;
- Élisabeth (pl) (1472 – vers 1480) ;
- Anne (1476-1503), épouse en 1491 le duc Bogusław X de Poméranie ;
- Barbara (1478-1534), épouse en 1496 le duc Georges de Saxe ;
- Élisabeth (pl) (1482-1517).